# Russee

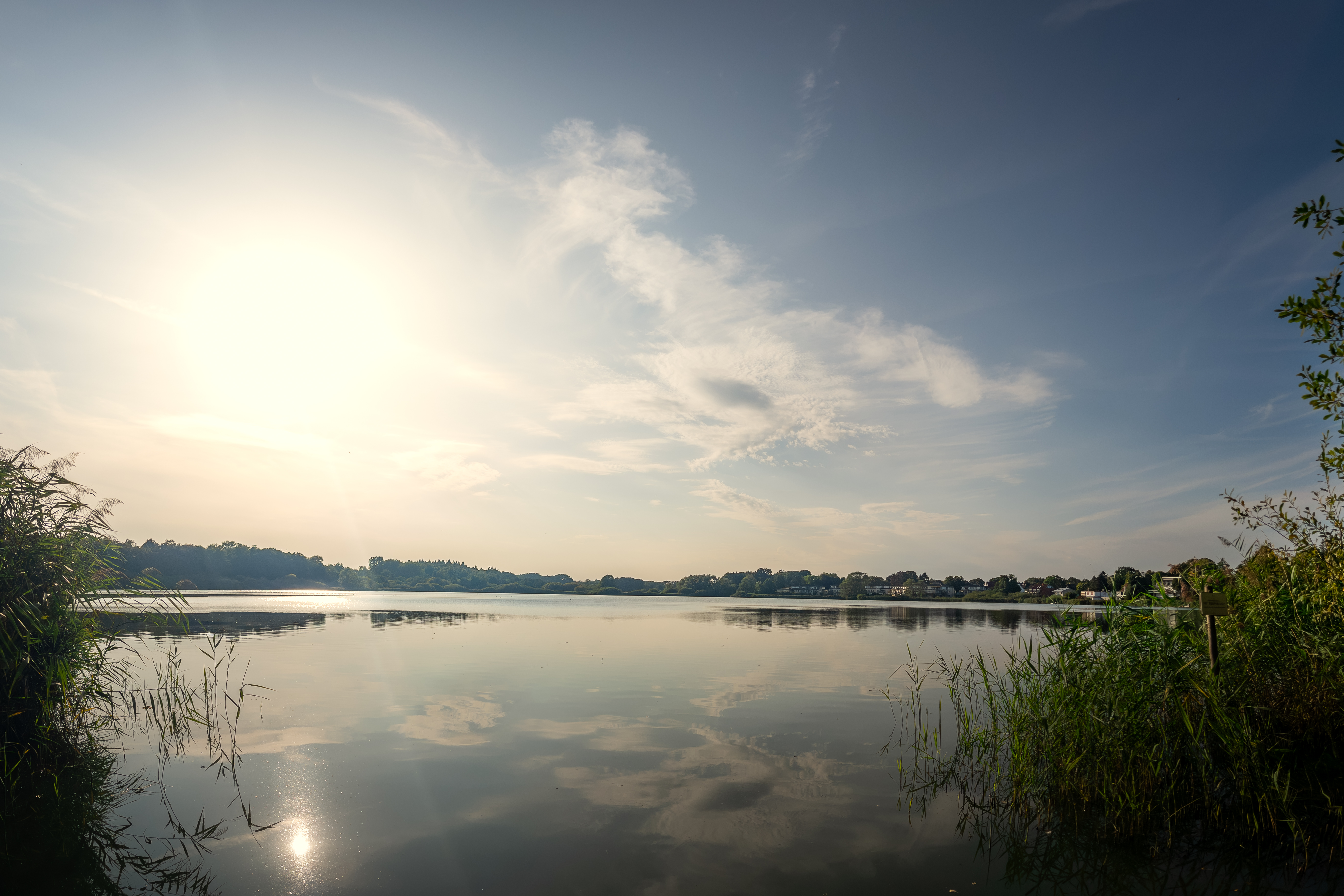
Der Russee

Russee ist ein Stadtteil von Kiel.

## Geschichte
Russee wurde erstmals 1233 unter dem Namen Rutse erwähnt. Aus Rutse wurde später Rusce = „See mit Binsen“ (von niederdeutsch Rusch) und dann Russee. Das alte Dorf hatte im Jahre 1850 vier Vollhufen sowie fünfundzwanzig Katen- und Instenstellen. Einzelne Gebäude aus dieser Zeit sind noch erhalten. Danach wurde der Ortsteil eine Gemeinde im Kreis Bordesholm, der 1932 aufgelöst, und seine Gemeinden auf die Kreise Plön, Rendsburg und Segeberg aufgeteilt wurden. Am 26. April 1970 wurde Russee aus dem Kreis Rendsburg nach Kiel eingemeindet. Das Kieler Stadtgebiet wuchs um 444 Hektar und 2.609 Einwohner. Schon vor der Eingemeindung waren einzelne kleine Siedlungen angelegt worden, so an der Bahnhofstraße (welche als "Russeer Weg" umbenannt wurde, da in Kiel bereits eine Bahnhofstraße existierte) und im Redderkamp. 1980 folgte eine Bebauung mit einheitlichen Reihen- und Gartenhofhäusern. Die umfangreiche weitere Erschließung nahm in der Folge eine Gemeinschaft aus Wobau, BIG Heimbau, Frank Heimbau und Wankendorfer Baugenossenschaft vor. Die Straßen wurden nach Stadtteilen und Gewässern in und um Berlin benannt, siehe auch Liste der Straßen und Plätze in Kiel. Darum wird das Neubaugebiet oft als „Berliner Viertel“ bezeichnet. Das so entstandene Wohngebiet zeichnet sich durch ruhige, langgestreckte Straßenzüge sowie durchweg rote Ziegel und Dächer aus.

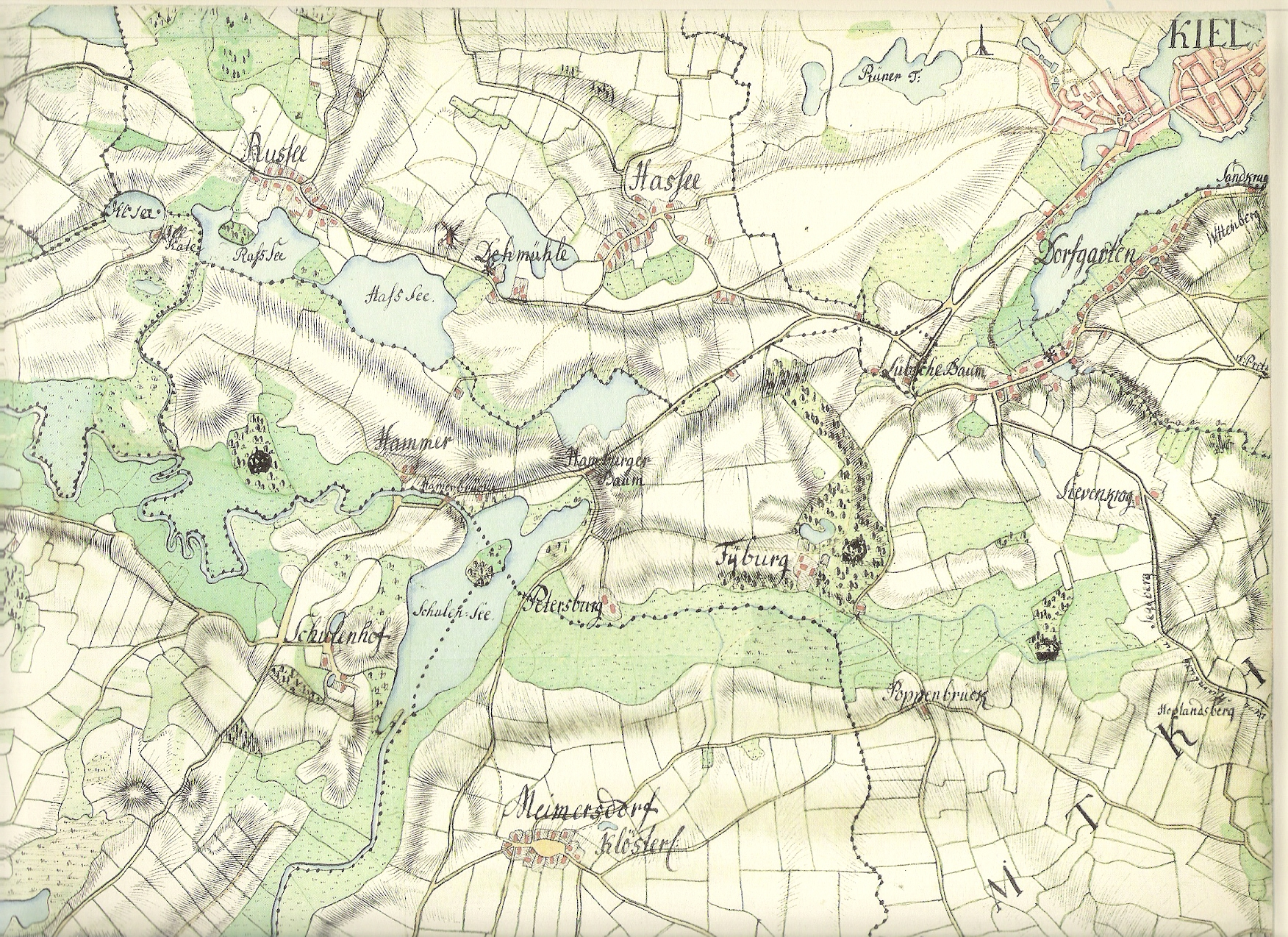
Die Seen Schulensee, Hassee, Russee und Ihlsee (1790). "Haßsee" ist der heutige Russee, während der damalige "Rußsee" heute verlandet ist. Der Drachensee (früher Drecksee) nördlich des Schulensees ist eingezeichnet aber nicht benannt.

## Einwohnerentwicklung
| 3. Dezember 1867   | 308  |
| 1. Dezember 1871   | 332  |
| 1. Dezember 1875   | 344  |
| 1. Dezember 1880   | 359  |
| 1. Dezember 1885   | 361  |
| 1. Dezember 1890   | 357  |
| 2. Dezember 1895   | 328  |
| 1. Dezember 1900   | 336  |
| 1. Dezember 1905   | 461  |
| 1. Dezember 1910   | 563  |
| 8. Oktober 1919    | 703  |
| 16. Juni 1925      | 736  |
| 16. Juni 1933      | 899  |
| 17. Mai 1939       | 1151 |
| 29. Oktober 1946   | 1967 |
| 13. September 1950 | 2162 |
| 25. September 1956 | 2333 |
| 6. Juni 1961       | 2609 |
| 31. Dezember 2010  | 7297 |

## Bekannte Orte
- Autobahnkreuz Kiel-West: Verbindung der Bundesautobahn 215 mit der Bundesautobahn 210 und dem sogenannten Mettenhofzubringer.[4]
- Vorderer Russee: Gehört zu den Standgewässern in Schleswig-Holstein und besitzt ausgedehnte Schilfröhrichte im Uferbereich.
- Russeer Gehege[5]

- Friedhof Russee
- die Gedenkstätte an das Arbeitserziehungslager Nordmark, das hinter dem Sportplatz des TSV Russee liegt
- Gewässer: Mühlenteich, Russeer Au

Siehe auch: Liste der Kulturdenkmale in Kiel-Russee

## Wirtschaft und Infrastruktur

### Schulen
- Grundschule Russee

### Kirchen
- St.-Gabriel-Kirche (evangelisch-lutherisch) – ehemaliges Bauernhaus, das 1953 zur Kirche umgebaut wurde.

### Verkehr
- Die RB75 bedient den Haltepunkt Kiel-Russee an der Bahnstrecke Kiel-Hassee–Osterrönfeld.

## Ehrenbürger der früheren Gemeinde Russee
- Johann Heuck, Lehrer[6];